# SINGER SONG LIAR
『SINGER SONG LIAR』（シンガー・ソング・ライアー）は、鷲崎健の2枚目のオリジナルアルバム。2010年5月12日にアトミックモンキーから発売された。

## 解説
前作『Silly Walker』同様、毎月行っているアコースティックライブ「小尾元政 Presents アコギな夜」のために作詞・作曲した曲を中心にまとめたアルバムである。流通が限定的であり、Amazon.co.jp、アニメイト店頭、文化放送通販、所属事務所アトミックモンキー通販のみの販売であったにもかかわらず、オリコンアルバムデイリーランキングにおいて、2010年5月11日付で初登場し14位、同16日付で9位に入る。同24日付のウィークリーランキングでは22位。また、同日付のインディーズウィークリーランキングでは、自身初の1位を獲得した。
鷲崎がパーソナリティを務める『A&G 超RADIO SHOW〜アニスパ!〜』の通販コーナー「アニスパ経済特区」（鷲崎の商品を通販するときは「タケネットたけし」と呼ばれる）で先行販売を行ったところ、開始2時間ほどで予定枚数の1500枚を完売した。なお、当初は先行予約・後日発送の予定だったが、手違いで発送してしまい先行販売となった。

## 収録曲
1. Singer Song Liar
2. !!!!!
「カンタンフス」（感嘆符 + s の意味）と読む。本来は、好きな5文字を入れるという趣旨のタイトルで、読みは決まっていなかったが、CD化により読みを決める必要があった。製作段階では「おさむちゃん」と呼ばれていた。
3. Pretty Girl
鷲崎がファンである韓国の音楽ユニットKARAの『Pretty Girl』収録の同名曲に日本語詞をつけたカバーである。鷲崎はKARAの多くの曲をライブなどで訳詞カバーしているが、その中から1曲厳選された。
4. BLUES
5. ちぐはぐ
6. モーニング
7. アガラマイン
8. 演歌 de ルンバ
9. ヤーヨは二人のあいことば 
  - 文化放送『智一・美樹のラジオビッグバン』オープニングテーマ

男性は、POAROの相方である伊福部崇がモデルになっている。
10. Da Da Da Da Da
11. Baby Baby
  - 智一・美樹のラジオビッグバンエンディングテーマ
12. 1000000SEX
  - 浅沼晋太郎・鷲崎健の「思春期が終わりません」 エンディングテーマ
13. ワルツ

## 参加ミュージシャン
全曲のアレンジとサウンドプロデュースは同事務所所属の杉浦"ラフィン"誠一郎による。全曲のドラム、およびパーカッション演奏は鷲崎と縁の深い内田稔による。
その他の参加ミュージシャンは下記の通り。
- ギター: 玉川雄一
- ベース: 笠原直樹、ロミー木下
- 金管: 島裕介
- ヴァイオリン: 岡本信彦